# Rue Jan Bollen
Pour les articles homonymes, voir Bollen.
La rue Jan Bollen (en néerlandais: Jan Bollenstraat) est une rue bruxelloise située à Laeken, section de la commune de Bruxelles-ville, qui va de la rue Léopold Ier à la rue Fransman en passant par le boulevard Émile Bockstael.
La numérotation des habitations va de 3 à 77 pour le côté impair et de 2 à 102 pour le côté pair.